# Ла-Кресент (Миннесота)
Ла-Кресент (англ. La Crescent) — город  в округах Хьюстон,Уинона, штат Миннесота, США. На площади 8,7 км² (7,8 км² — суша, 0,9 км² — вода), согласно переписи 2008 года, проживают 4912 человек. Плотность населения составляет 631 чел./км².
- Телефонный код города — 507
- Почтовый индекс — 55947
- FIPS-код города — 27-33866[2]
- GNIS-идентификатор — 0646292[3]